# Clark Street Tunnel

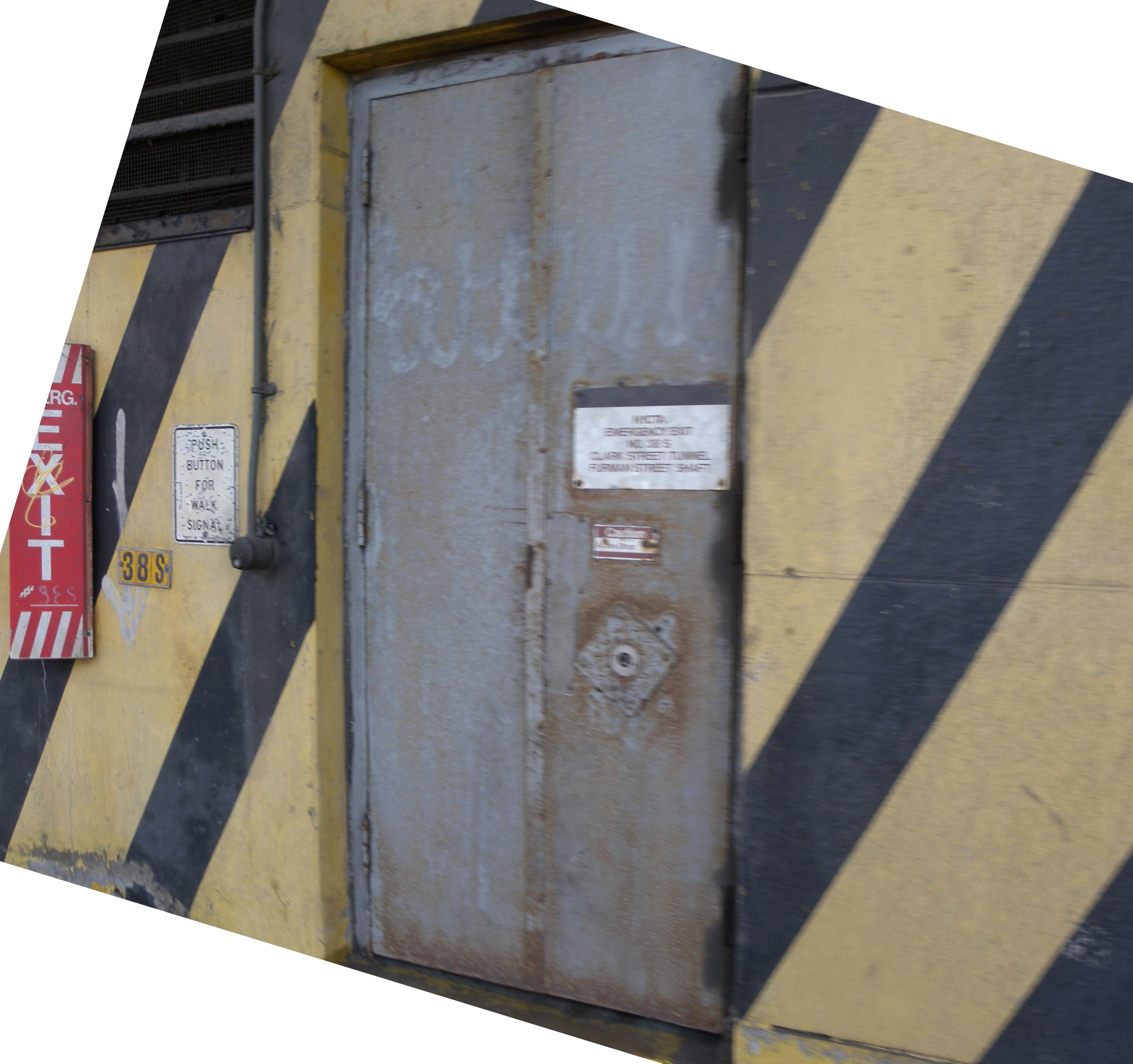
Een nooduitgang uit Clark Street Tunnel in Furman Street, aan de East River-oever in Brooklyn

De Clark Street Tunnel is een metrotunnel van de metro van New York. De tunnel ligt onder de East River tussen het Financial District van Manhattan en Clark Street in Brooklyn.
De tunnel ligt op een zuidoostelijke zijtak van het traject van de Broadway-Seventh Avenue Line, wordt ingereden vanuit Manhattan na het metrostation Wall Street van onder Old Slip en duikt onder de East River en het Brooklyn Bridge Park naar Clark Street in de wijk Brooklyn Heights in Brooklyn met de stations Clark Street en Court Street-Borough Hall en maakt daar de overgang naar de Eastern Parkway Line. De metrolijnen 2 en 3 maken gebruik van de tunnel. De 1.800 m lange ondertunneling ligt voor 940 meter onder de East River zelf.
Op 28 december 1990 brak door een kortsluiting brand uit waardoor de inzittenden van een metrostel meer dan een half uur vast zaten in de tunnel. Twee personen verloren het leven en 149 andere inzittenden geraakten gewond.